# Langgletscher
La Langgletscher és una glacera de 6 km de longitud situada a la vall del Lötschental, al sud dels Alps Bernesos, al cantó del Valais, a Suïssa.
La glacera es divideix en dos braços. El més gran de tots dos porta el nom d'Aengletscher i es troba al flanc sud del Mittaghorn, a una altitud de 3.890 m i baixa sobre una amplada de més d'un quilòmetre de mar de gel amb un fort pendent cap al Sud.
La segona branca comença al llarg del Lötschenlücke, un pas de gel a 3.153 m d'altitud i baixa per la cara nord del Schinhorn en direcció nord-oest.
A la seva part inferior, el Langgletscher té només uns 500 m d'amplada. El mar de gel s'atura a uns 2.500 m on forma el riu Lonza que després baixa per la vall del Lötschental per desembocar al Roine.
El refugi de muntanya Hollandiahuette fundat pel Club alpí suís es troba a 3.240 m d'altitud sobre l'esperó rocós de Anengrat que separa el Langgletscher de la glacera d'Aletsch a l'est.